# Théo Duprat
Pour les articles homonymes, voir Duprat.
Pas d'image ? Cliquez ici

a Compétitions nationales et continentales officielles uniquement.

Dernière mise à jour le 7 juin 2024.
Théo Duprat, né le 25 juin 2000 à Dax, est un joueur français de rugby à XV qui évolue aux postes d'arrière et de centre.

## Biographie
Né à Dax,, Théo Duprat intègre l'école de rugby à XV de l'US Dax en 2009, suivant les traces de son père et de son grand-père. Il est pendant sa jeunesse sacré champion de France UNSS en catégorie minimes avec l'équipe du collège Léon des Landes, notamment auprès de Guillaume Cramont et Benjamin Puntous. Fin 2018, il dispute la finale du championnat de France UNSS, en division excellence des lycées généraux ; avec le lycée de Borda de Dax et auprès de Théo Costossèque et Guillaume Cramont, il s'incline contre le lycée Jean-Mermoz de Montpellier.
Alors qu'il est membre du centre de formation dacquois depuis 2018, il dispute quelques rencontres de Fédérale 1 avec l'équipe première pendant la saison 2019-2020, au poste d'arrière,.
Il quitte la sous-préfecture pour la préfecture landaise à l'intersaison 2020, intégrant le centre de formation du Stade montois,. À l'automne, alors que l'effectif professionnel montois est affaibli par les blessures et les périodes de convalescence à la suite des épisodes de Covid-19, plusieurs joueurs des espoirs sont appelés à intégrer l'équipe première. Duprat joue ainsi son premier match en division professionnelle, dans le cadre du déplacement chez le Stade aurillacois en Pro D2,, avant de connaître sa première titularisation quatre mois plus tard.
À l'intersaison 2021, il porte le maillot de l'équipe de rugby à sept de l'ASM Clermont lors des étapes de Toulouse et de La Rochelle du Supersevens,. En club, avec qui il développe une polyvalence au poste de centre, son contrat espoir avec le Stade montois expire à la fin de cette saison 2021-2022 ; non rappelé dans le groupe professionnel pour cet exercice, il ne sera pas renouvelé à son terme.
Il choisit alors de retourner dans son club formateur évoluant en Nationale, signant un contrat de deux saisons. Placé à l'arrière en concurrence avec Théo Gatelier, il se révèle dès le mois de septembre, ce dernier étant suspendu pendant quatre semaines ; les deux joueurs évoluent par la suite en alternance. Il contribue ainsi à la remontée du club en Pro D2. Blessé au genou lors de la demi-finale retour, il ne participe pas à la finale une semaine plus tard,, concédée contre le Valence Romans DR. Après avoir pris part à la saison 2023-2024 en Pro D2, son contrat est prolongé pour deux années supplémentaires.

## Palmarès
- Championnat de France de Nationale :
  - Vice-champion : 2023[Note 1] avec l'US Dax.